# Kulturno-povijesna cjelina grada Pregrada
Kulturno-povijesna cjelina grada Pregrada, kompleks zgrada u gradu Pregradi, zaštićeno kulturno dobro.

## Opis dobra
Smješten u SZ dijelu Hrvatske, grad Pregrada formira se još u srednjem vijeku uz povijesnu prometnicu koja povezuje Krapinu sa sjevernim područjima. Između potoka Kosteljine i masiva Kunagore, naselje je bilo vezano uz srednjovjekovni utvrđeni grad Kostelgrad, smješten sjeverno na vrhu gore. Uvijek značajni prometni uvjeti kao i upravna funkcija trgovišta (još u 16. stoljeću), razlog su razvoja i širenja grada sve do danas. Jezgru naselja i zonu najstrože zaštite čini prostrani Trg Gospe Kunagorske s dominantnom župnom crkvom, župnim dvorom i arheološkom zonom srednjovjekovne crkve i groblja.

## Zaštita
Pod oznakom Z-4803 zavedena je kao nepokretno kulturno dobro - pojedinačno, pravnog statusa zaštićena kulturnog dobra, klasificirano kao "kulturno-povijesna cjelina".